# 有岡利幸
有岡 利幸（ありおか としゆき、1937年 - ）は、植物・植生研究家。
岡山県生まれ。岡山県立勝間田高校卒業後、1956年-1993年大阪営林局で国有林における森林の育成・経営計画業務などに従事。1993-2003年は近畿大学総務部総務課勤務。2003-2009年水利科学研究所客員研究員。1993年『ケヤキ林の育成法』で林業技術賞受賞。1993年『松と日本人』で毎日出版文化賞受賞。

## 著書
- 『森と人間の生活 箕面山野の歴史』清文社 1986
- 『松と日本人』人文書院 1993、講談社学術文庫 2022
- 『松 日本の心と風景』人文書院 1994
- 『松茸 ものと人間の文化史』法政大学出版局 1997
- 『梅 ものと人間の文化史』全2巻 法政大学出版局 1999
- 『梅干 ものと人間の文化史』法政大学出版局 2001
- 『里山 ものと人間の文化史』全2巻 法政大学出版局 2004
- 『資料日本植物文化誌』八坂書房 2005
- 『桜 ものと人間の文化史』全2巻 法政大学出版局 2007
- 『秋の七草 ものと人間の文化史』法政大学出版局 2008
- 『春の七草 ものと人間の文化史』法政大学出版局 2008
- 『杉 ものと人間の文化史』全2巻 法政大学出版局 2010
- 『檜 ものと人間の文化史』法政大学出版局 2011
- 『桃 ものと人間の文化史』法政大学出版局 2012
- 『柳 ものと人間の文化史』法政大学出版局 2013
- 『つばき油の文化史 暮らしに溶け込む椿の姿』雄山閣 生活文化史選書 2014
- 『欅 ものと人間の文化史』法政大学出版局 2016
- 『花と樹木と日本人』八坂書房 2016
- 『栗の文化史　日本人と栗の寄り添う姿』雄山閣 生活文化史選書 2017
- 『樹木と名字と日本人　暮らしの草木文化誌』八坂書房 2018
- 『和紙植物 ものと人間の文化史』法政大学出版局 2018
- 『香りある樹木と日本人　木の香りある日々の暮らし』雄山閣 生活文化史選書 2018
- 『縁起のよい樹と日本人』八坂書房 2020
- 『藤と日本人』八坂書房 2021
- 『葛と日本人』八坂書房 2022

## 論文
- Cinii

## 注
1. ↑  『つばき油の文化史』著者紹介